# Vintergatan
För andra betydelser, se Vintergatan (olika betydelser).
Vintergatan är en stavspiralgalax som har en diameter på cirka 100 000 ljusår och är ungefär 12 000 ljusår tjock. Man räknar med att det finns 200–400 miljarder stjärnor i Vintergatan. En av stjärnorna är solen, som befinner sig närmare periferin, ungefär 28 000 ljusår från centrum. I Vintergatans centrum finns ett supermassivt svart hål kring vilket galaxen roterar. Ett galaktiskt år är cirka 226 miljoner år och är den tid det tar för solen att röra sig ett helt varv i sin bana runt Vintergatans centrum.

## Etymologi
Namnet, liksom det isländska Vetrarbrautin (vintervägen), kommer från fornnordisk mytologi. Troligen härrör det nordiska namnet från att väderspåmän ansåg sig kunna beräkna den kommande vinterns förlopp genom att studera Vintergatans utseende. I många andra indoeuropeiska språk heter den något med mjölk: danska (Mælkevejen), norska (Melkeveien), tyska (Milchstraße), engelska (Milky Way), och latin (Via Lactea). Detta anses komma från grekiskans Γαλαξίας κύκλος, Galaxías kýklos, vilket betyder mjölkringen, vilket kopplas till en saga om guden Herakles. Ordet mjölk finns dock i några fler språk till exempel tagalog (Daang Magatas). På sanskrit heter den 'gudavägen' och på litauiska, lettiska, finska och estniska 'fågelvägen'.

## Vintergatsbandet

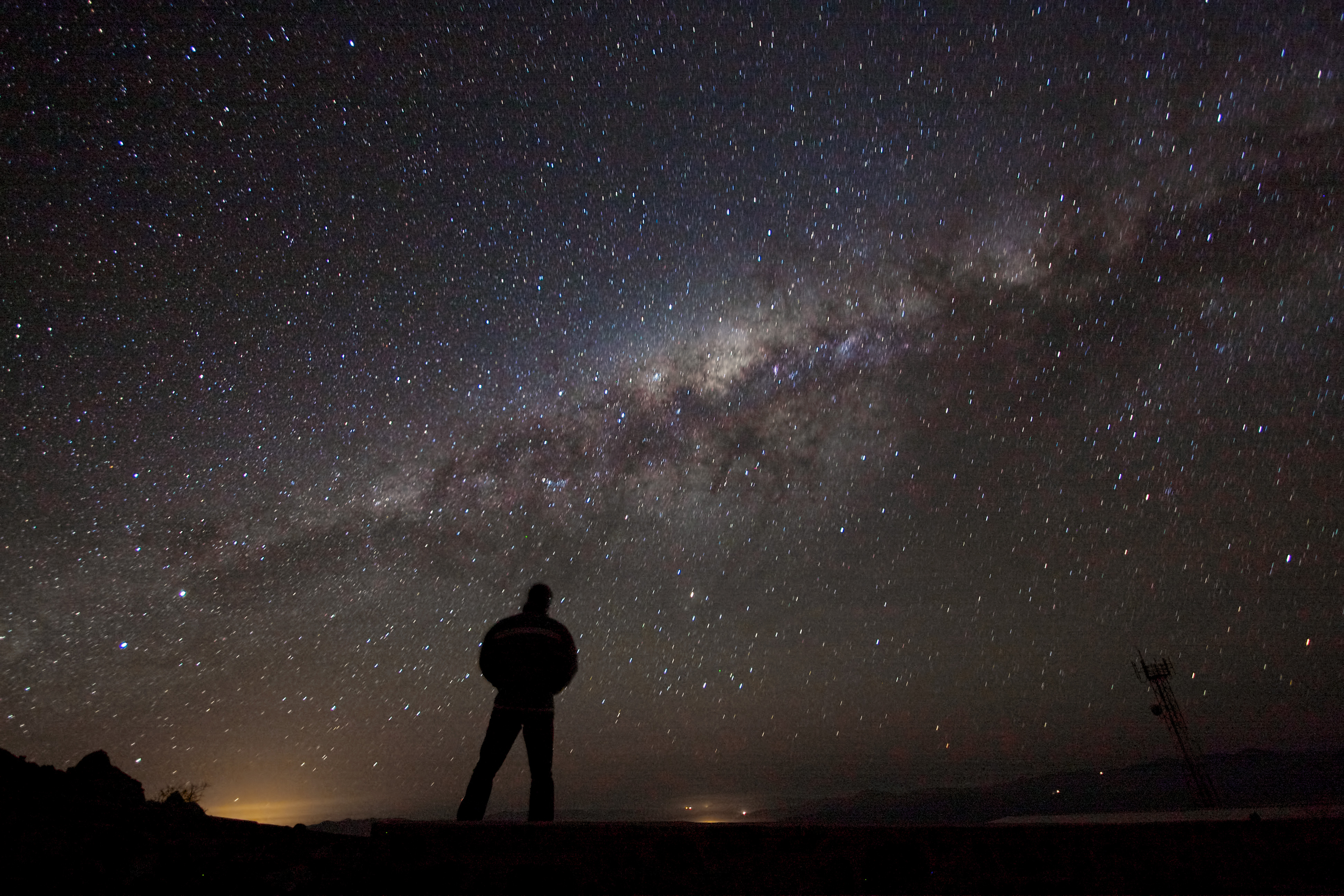
Vintergatsbandet mot Skytten.

Vintergatsbandet – projektionen av Vintergatans huvudplan på himmelssfären – går att se med blotta ögat på en tillräckligt mörk natthimmel, utan alltför stora ljusföroreningar. Projektionen syns som ett diffust ljust band som sträcker sig över hela himlen, genom bland annat stjärnbilderna Kusken, Svanen, Cassiopeja, Perseus, och med centrum i riktning mot Skytten.

## Vintergatans utveckling
Man tror att Vintergatan föddes ur ett nästan sfäriskt och roterande gasmoln bestående av väte och helium. De första objekten som skapades i detta gasmoln var massiva klotformade stjärnhopar. De äldsta stjärnorna som observerats i Vintergatan bildades för upp till 13,6 miljarder år sedan, "endast" cirka 200 miljoner år efter big bang. Under tidens lopp har gasen sedan samlats i en roterande skiva vari yngre stjärnor bildats och bildas än idag.
Man är inte helt säker på hur galaxer bildats. En teori är att tunga stjärnor har bildats först. När dessa åldrats och exploderat i supernovor har de sedan gett upphov till nya stjärnor.

## Vintergatans delar

### Den mörka halon

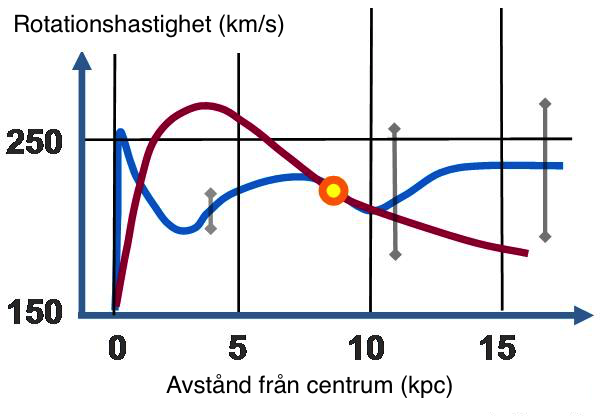
Vintergatans rotationskurva. Den vertikala axeln visar rotationshastigheten i km/s. Den horisontella visar avståndet från centrum i kiloparsec. Den röda linjen visar en förutsägelse om det inte hade funnits mörk materia, den blåa visar förutsägelsen enligt en modell med mörk materia. De gråa linjerna visar mätningar av några stjärnor.

Den mest massiva delen av Vintergatan är inte direkt observerbar då den består av mörk materia, men det finns starka bevis från observationer som tyder på dess existens. Huvudbevisen för detta kommer från uppmätta rotationskurvor för Vintergatan. Dessa visar att Vintergatan roterar för fort för att hålla ihop om den inte var omringad av en halo av mörk materia.

### Den galaktiska disken
Den galaktiska disken är det platta planet i vilket den absoluta majoriteten av stjärnors omlopp ligger. På senare tid har man upptäckt att disken har två olika komponenter, kallade tunna disken och tjocka disken. Den tunna disken har en högre densitet av stjärnor, är mer massiv och innehåller nästan all den fria gasen. På grund av det så sker nästan all ny stjärnformation i den tunna disken som således innehåller nästan alla unga stjärnor. Den tunna disken har en skalhöjd på cirka 100 parsec. Den tjocka disken har en skalhöjd på cirka 300 parsec och innehåller nästan enbart äldre stjärnor. Varför denna uppdelning existerar är okänt men en av de populära teorierna är att det är ett resultat av att en relativt stor galax sögs in i Vintergatan och lämnade ett avtryck i dynamiken.

### Spiralarmarna
Liksom många andra galaxer är Vintergatan en galax med spiralstruktur. Detta innebär att det går densitetsvågor genom galaxen som uppträder som spiraler som utgår från centrum av galaxen. Dessa armar är Orionarmen, Cygnusarmen (yttre armen), Perseusarmen, Sagittariusarmen, Centaurusarmen (Scutum/Crux-armen) och Normaarmen.
Nya rön presenterade 2008 tyder dock på en reviderad syn på Vintergatan. Med hjälp av NASA:s Spitzerteleskopet har det infraröda ljuset, som galaxens stjärnor sänder ut, uppmätts och analyserats. Mätningarna visar att Vintergatan kan ha två huvudarmar, inte fyra som hittills varit uppfattningen. De två armar som tycks ha den högsta koncentrationen stjärnor är Centaurus- och Perseusarmarna.

### Kärnpartiet
Kärnpartiet sträcker sig ut med en radie av 12 000 ljusår från galaxens centrum. Detta område är vätefattigt men hyser istället många äldre röda stjärnor. Ju närmare centrum man kommer desto större är stjärntätheten.

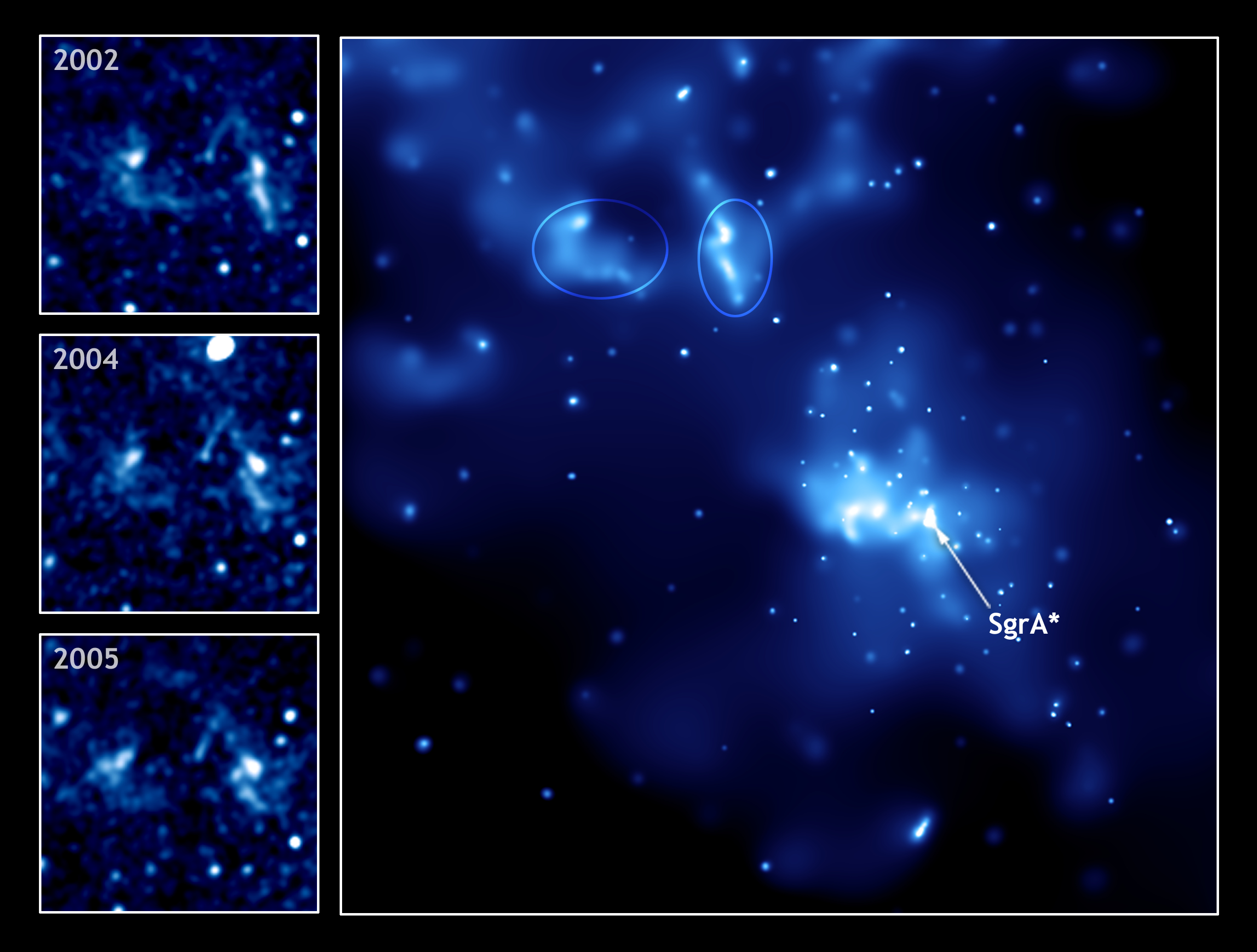
Sagittarius A*

### Centrum
I Vintergatans centrum finns en röntgenkälla och en kraftig radiokälla. Radiokällan går under namnet Sagittarius A*.
Man antar att Vintergatans centrum består av ett svart hål. Ett argument för detta är att gasmolnen runt centrum rör sig i höga hastigheter. Dessa hastigheter kan endast förklaras med att centrum har en massa på 4 miljoner solmassor innanför ett ljusdygns radie. Denna koncentration tyder just på ett stort svart hål.

## Gruppering
Likt en rysk docka kan Vintergatan ingå i större galaxhopar och själv delas upp i större och mindre "grupperingar". Dessa är:

### Virgosuperhopen
Virgosuperhopen har en radie på 50 miljoner ljusår. I denna hop ingår den lokala galaxhopen men även hopar i stjärnbilderna Bildhuggaren, Stora björnen, Jungfrun (Virgo) och Jakthundarna. Dessutom tillkommer några hopar med beteckningen NGC samt ett fyrsiffrigt nummer.

### Lokala galaxhopen
Vintergatan ingår i Lokala galaxhopen tillsammans med Magellanska molnen, Andromedagalaxen och några galaxer till. Magellanska molnen ligger på avståndet 160 000 ljusår. Avståndet till Andromedagalaxen är 2,2 miljoner ljusår. Den lokala galaxhopen har en radie på 2,5 miljoner ljusår.
Vintergatan och de övriga galaxerna i Lokala galaxhopen är på väg mot varandra och kommer att bilda en enda galax om sju miljarder år. För oss betyder inte en sådan sammansmältning av galaxerna så mycket, utan endast att himlen från jordens synpunkt får ett antal nya stjärnor.

### Klotformiga stjärnhopar
I Vintergatan finns i sin tur klotformiga stjärnhopar. Astronomer har beräknat att Vintergatan hyser cirka 200 klotformiga stjärnhopar av vilka 147 är kända. De klotformiga stjärnhoparna, där de äldsta är omkring 12 miljarder år gamla, ingår i galaxens halo. Dessa stjärnhopar innehåller från några tusen upp till en miljon stjärnor. De klotformiga stjärnhoparna har i centrum en stjärntäthet på upp till tusen stjärnor per kubikljusår.
De metallfattiga klotformiga stjärnhoparna finns i halons ytterområden medan de metallrika tenderar att finnas närmare utbuktningen vid galaxens centrum. De metallrika klotformiga stjärnhoparna är 1 till 2 miljarder år yngre än de andra.

#### Upptäcktshistoria
Ursprungligen trodde man att Vintergatan utgjorde hela universum, och man kände inte heller till storleken på Vintergatan. Den förste som lyckades göra en mätning av avståndet till en stjärna i Vintergatan var Friedrich Wilhelm Bessel år 1838. Under 1800-talet kartlades mer och mer av Vintergatan, men ett någorlunda korrekt värde på dess storlek fick man först genom Harlow Shapleys publikationer om klotformiga stjärnhopar i början av 1900-talet.

## Gas, stoftmoln och stjärnor
Stjärnor dör i olika åldrar, och slutar som supernovor, bruna dvärgar, vita dvärgar, neutronstjärnor, nebulosor eller svarta hål. Galaxen hyser dessutom enorma gas- och stoftmoln innehållande tyngre grundämnen från redan döda stjärnor. I dessa moln föds kontinuerligt nya stjärnor och stjärnsystem. Solen, som är en medelålders stjärna kring vilken jorden och de andra planeterna kretsar, befinner sig i den lokala spiralarmen, Orionarmen. De övriga signifikanta armarna är Cygnusarmen (yttre armen), Perseusarmen, Sagittariusarmen, Centaurusarmen (Scutum/Crux-armen) och Normaarmen.
Solens närmaste grannar är Alfa Centauri, Sirius, Procyon, Altair och Vega. Avståndet till den närmaste stjärnan, Alfa Centauri (som egentligen är ett system med tre stjärnor), är 4,24 ljusår och därefter kommer Sirius som ligger 8,6 ljusår bort.

## Vintergatan i den grekiska gudasagan
Enligt den grekiska gudasagan uppkom Vintergatan tack vare Zeus gemål gudinnan Hera. I sagan beskrivs hur guden Zeus lägger sin son med en jordisk kvinna, den späde Herakles, till Heras överfulla bröst. Hon vrider sig för att komma undan och mjölkdropparna sprutar så som stjärnor ut över himlavalvet.